# 森敏
森 敏（もり さとし、1971年5月19日 - ）は、長野県下高井郡野沢温泉村出身のノルディック複合選手。1998年長野・2002年ソルトレイクシティオリンピックノルディック・コンバインド日本代表。モーグル選手の森徹は実弟。
2003年現役引退後中京大学に入学、さらに同大学院に進学して体育学を専攻した後、2010年4月より東海大学国際文化学部（札幌キャンパス）専任講師に就任、同校スキー部のコーチも務めている。

## 主な戦績

### オリンピック
- 1998年長野（ 日本）
  - 個人 38位、団体 5位（荻原健司・荻原次晴・富井彦・森敏 ）
- 2002年ソルトレイクシティー（ アメリカ合衆国）
  - 個人 30位、団体 8位（荻原健司・富井彦・森敏・高橋大斗）、個人スプリント 22位

### 世界選手権
- 1999年ラムサウ（ オーストリア）
  - 個人21位、団体（正木栄二・荻原健司・富井彦・森敏）5位、個人スプリント6位
- 2001年ラハティ（ フィンランド）
  - 個人25位、団体（森敏・荻原健司・富井彦・高橋大斗）5位、個人スプリント18位
- 2003年ヴァル・ディ・フィエンメ（ イタリア）
  - 個人18位、団体（小林範仁・高橋大斗・青木純平・森敏）6位、個人スプリント32位

### ノルディック複合・ワールドカップ
- 最高成績2位（1999年3月21日ポーランド・ザコパネ）
- 1998-1999シーズン個人総合12位